# Ulrich IV. von Lenzburg
Graf Ulrich IV. von Lenzburg (* vor 1120; † 5. Januar 1173) war Graf von Aargau und Reichsvogt von Zürich.

## Familie
Graf Ulrich IV. war ein Sohn des Grafen Rudolf I. von Lenzburg. Der Geburtstag ist – wie oft bei Personen im Mittelalter – nicht bekannt. Die Familie war vor allem im Aargau, in Uri und im heutigen Kanton Glarus begütert. Erbfolgeberechtigte Nachkommen hinterließ Graf Ulrich IV. nicht. Er vermachte seinen Besitz testamentarisch Kaiser Friedrich I.

## Wirken
Graf Ulrich IV. beteiligte sich 1136/1137 am Italienzug von Kaiser Lothar III. Ab 1138 ist er überdurchschnittlich häufig am Hof und in der Umgebung von König Konrad III. nachweisbar, wo er eine exponierte Stellung einnahm. Er erscheint immer wieder in den Zeugenreihen von Urkunden, die Konrad III. und sein Nachfolger, Friedrich I. (Barbarossa) ausstellen. Insgesamt blieben 21 solcher Urkunden erhalten, die allein unter Konrad III. ausgestellt wurden und etwa weitere 70 aus der Regierungszeit Friedrich I. Auch am Hof Friedrich I. ist er damit ganz überdurchschnittlich häufig vertreten. Bei diesen Hofaufenthalten erscheint Ulrich IV. anfangs in der Regel im Gefolge der schwäbischen Herzöge, Friedrich II. und Friedrich III., dem späteren Kaiser Friedrich I. Er gehörte damit auch zu deren unmittelbarer Umgebung. Nach 1162 ist Ulrich IV. in den nächsten Jahren und bis zu seinem Tod nur noch zweimal am Hof des Kaisers nachgewiesen. Der Anlass dafür kann aber kein Zerwürfnis gewesen sein, denn er vererbt 1173 testamentarisch dem Kaiser seinen Nachlass.
Graf Ulrich IV. war auch an militärischen Auseinandersetzungen der jeweiligen Herrscher beteiligt, so erstmals im August 1139, als sich das königliche und das sächsische Heer beim thüringischen Creuzburg an der Werra kampfbereit gegenüber standen (zur Schlacht kam es nicht, Erzbischof Albero von Trier konnte eine Verhandlungslösung vermitteln) und dann 1140 im Kampf von König Konrad III. gegen Welf VI. bei der Belagerung der Burg Weinsberg nahe Heilbronn. Auch Ulrichs Teilnahme an einer Reihe von Reichsversammlungen ist belegt unter anderem denen, die den Zweiten Kreuzzug vorbereiteten. Dass er an diesem an der Seite des Königs teilnahm, ist nicht belegt aber weiterhin sein häufiges Erscheinen auf Reichsversammlungen. 1152 führte Ulrich IV. zusammen mit den Bischöfen Anselm von Havelberg und Hermann von Konstanz als kaiserlicher Gesandter in Rom Verhandlungen, die zum Vertrag von Konstanz führten.
In den sich lange hinziehenden Auseinandersetzungen seiner Familie um Besitzrechte mit dem Kloster Einsiedeln engagierte er sich – allerdings ohne Erfolg.